# Hanza Tower
Der Hanza Tower ist ein Wolkenkratzer in Stettin, im Stadtbezirk Śródmieście, in der Stadtsiedlung Śródmieście-Północ, in der Wyzwolenia-Allee und wurde im März 2021 eröffnet. Den Entwurf hat das Architektenbüro Urbicon aus Stettin ausgearbeitet.

## Beschreibung
Der Hanza Tower ist 104 Meter hoch und befindet sich im Komplex des ehemaligen Bekleidungsunternehmens DANA am Ende der Stettiner Haupteinkaufsstraße. Seine Nutzungsfläche beträgt 54 000 m², davon: Wohnfläche – ca. 21 000 m² und Gewerbefläche – ca. 18 000 m².
Während der Bauzeit von 2008 bis 2021 wurden 23 oberirdische und 3 unterirdische Geschosse errichtet. Der fünfgeschossige Sockelbaukörper beherbergt Einzelhandels-, Büro- und Dienstleistungsflächen. Im oberen Teil des Gebäudes sind 480 Wohnungen mit einer Fläche von 24 bis 220 m². Der unterirdische Teil soll ca. 400 Parkplätze haben.
Die Kosten der Investition sollen sich auf 150–200 Mio. Złoty belaufen.

## Galerie

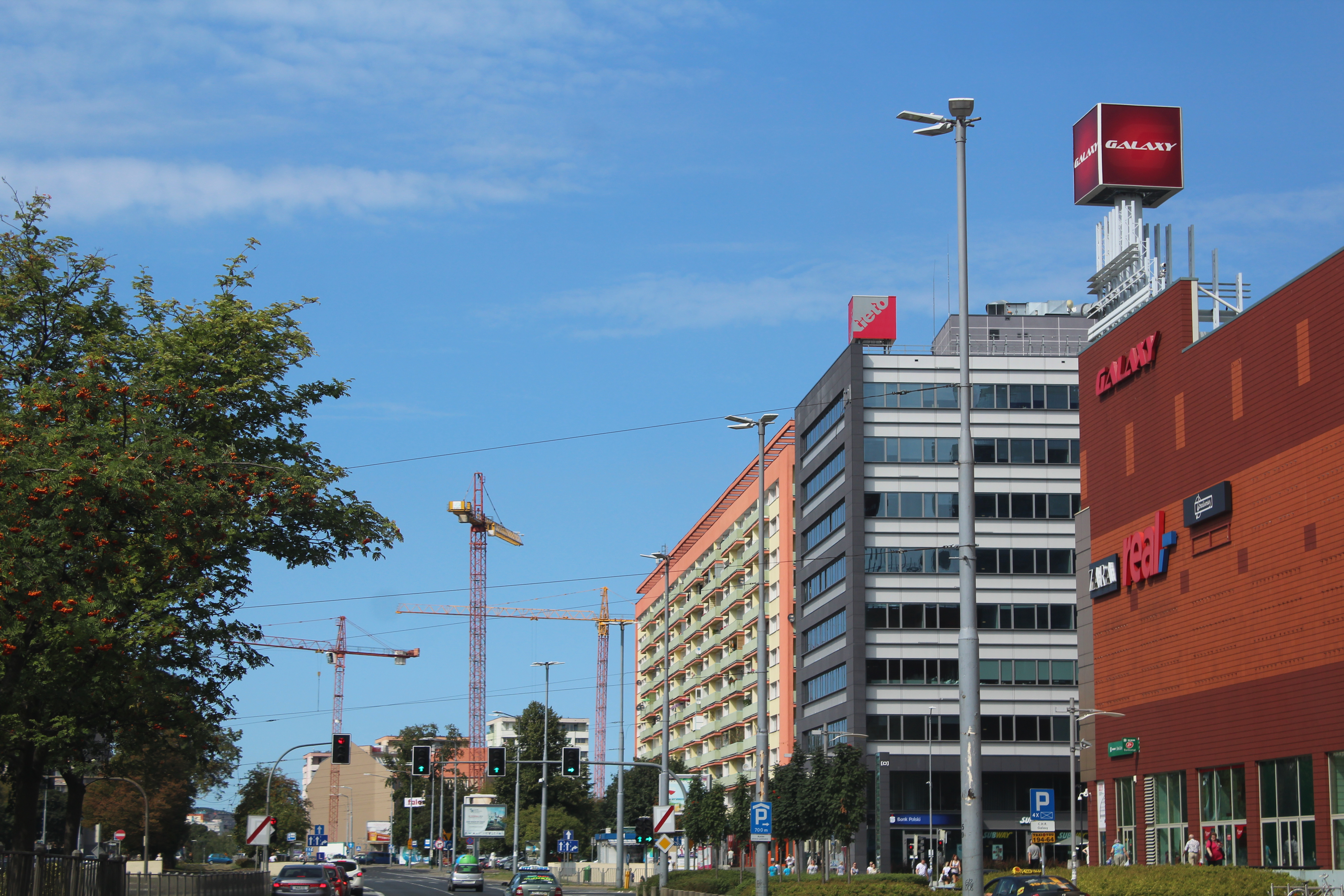
Hanza Tower im Bau, August 2015
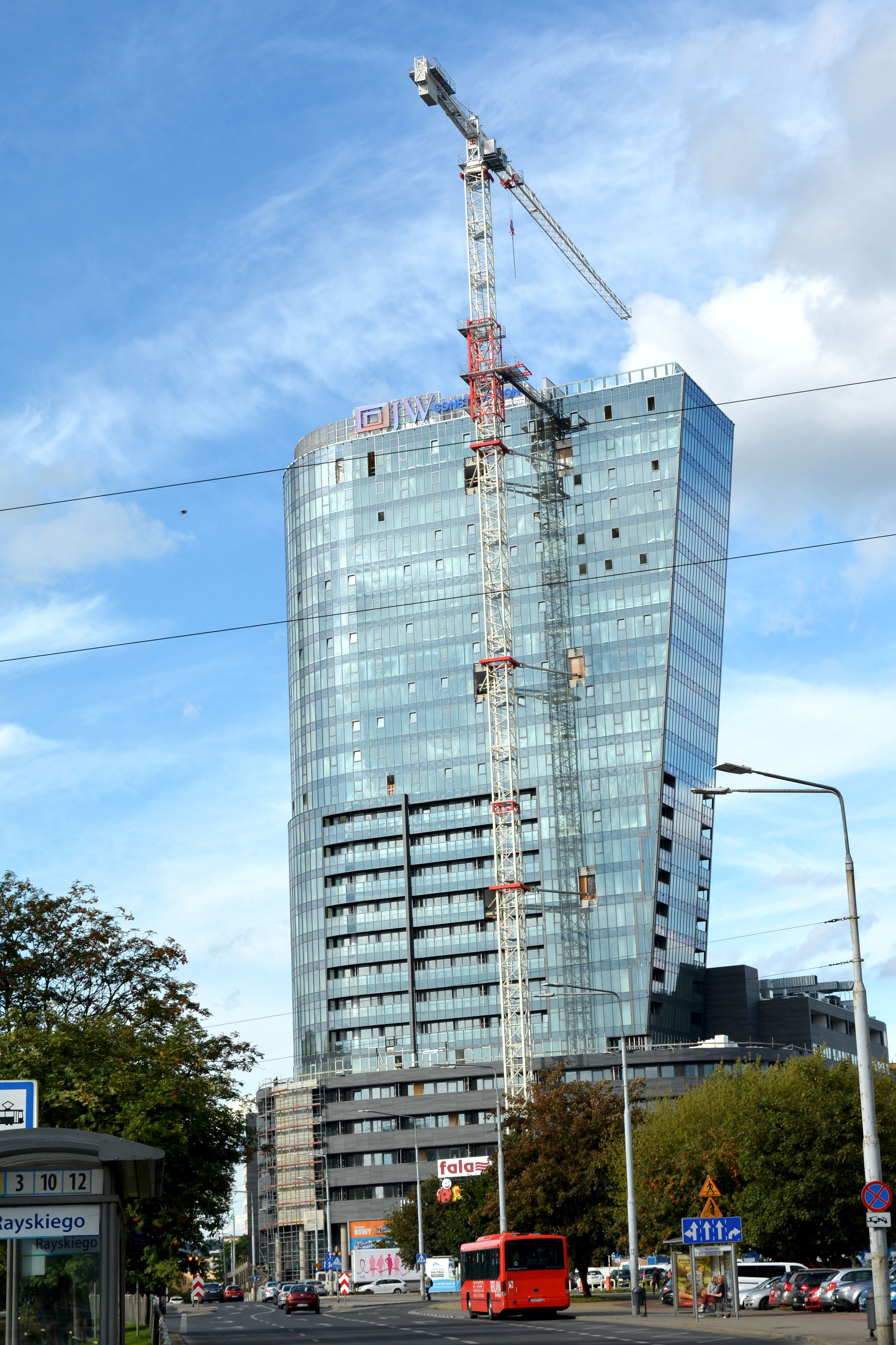
Hanza Tower im Bau, März 2020